# Vintage Violence
Albums de John Cale
The Marble Index, de Nico The Church Of Anthrax (avec Terry Riley)
(1971)
Vintage Violence est le premier album en solo du musicien multi-instrumentiste et producteur gallois John Cale.

## Contexte
Le disque, enregistré en 1969, est sorti chez Columbia en 1970. Il est produit par John Cale lui-même, et par Lewis Merenstein, pour un coût de 15 000 $.
Bien qu'il ait signé un contrat discographique avec CBS dès son départ du Velvet Underground en 1968, John Cale ne souhaite pas entamer aussitôt une carrière solo. Pendant une période deux ans, il multiplie les collaborations et s'aguerrit à la production, travaillant au cours de l'année 1969 sur le premier album des Stooges, et sur le deuxième album de Nico, The Marble Index.
Cette préparation préalable fait de Vintage Violence un premier album très abouti, d'une grande richesse du point de vue de l'illustration sonore.

## Musique
Alors que John Cale est issu du milieu de la musique contemporaine et expérimentale, il signe avec ce disque, une œuvre entièrement pop. La nouveauté vient aussi du fait qu'il chante sur tous les morceaux. Comme dans le Velvet Underground, il joue également de plusieurs instruments, basse, piano et violon, une polyvalence qui lui vient de sa formation classique, reçue à Londres et au conservatoire Eastman de Tanglewood (Massachusetts).

## Personnel
- John Cale : basse, guitare, claviers, violon.
- Harvey Brooks : basse
- Ernire Coralla : guitare
- Garland Jeffreys : guitare, chœurs
- Sanford Konikoff : batterie
- Stan Szelest : piano

## Titres
1. Hello There (J. Cale)
2. Gideon’s Bible
3. Adelaide
4. Big White Cloud
5. Cleo
6. Please
7. Charlemagne
8. Bring It On Up
9. Amsterdam
10. Ghost Story
11. Fairweather Friend (G. Jeffreys)